# Zaans Museum

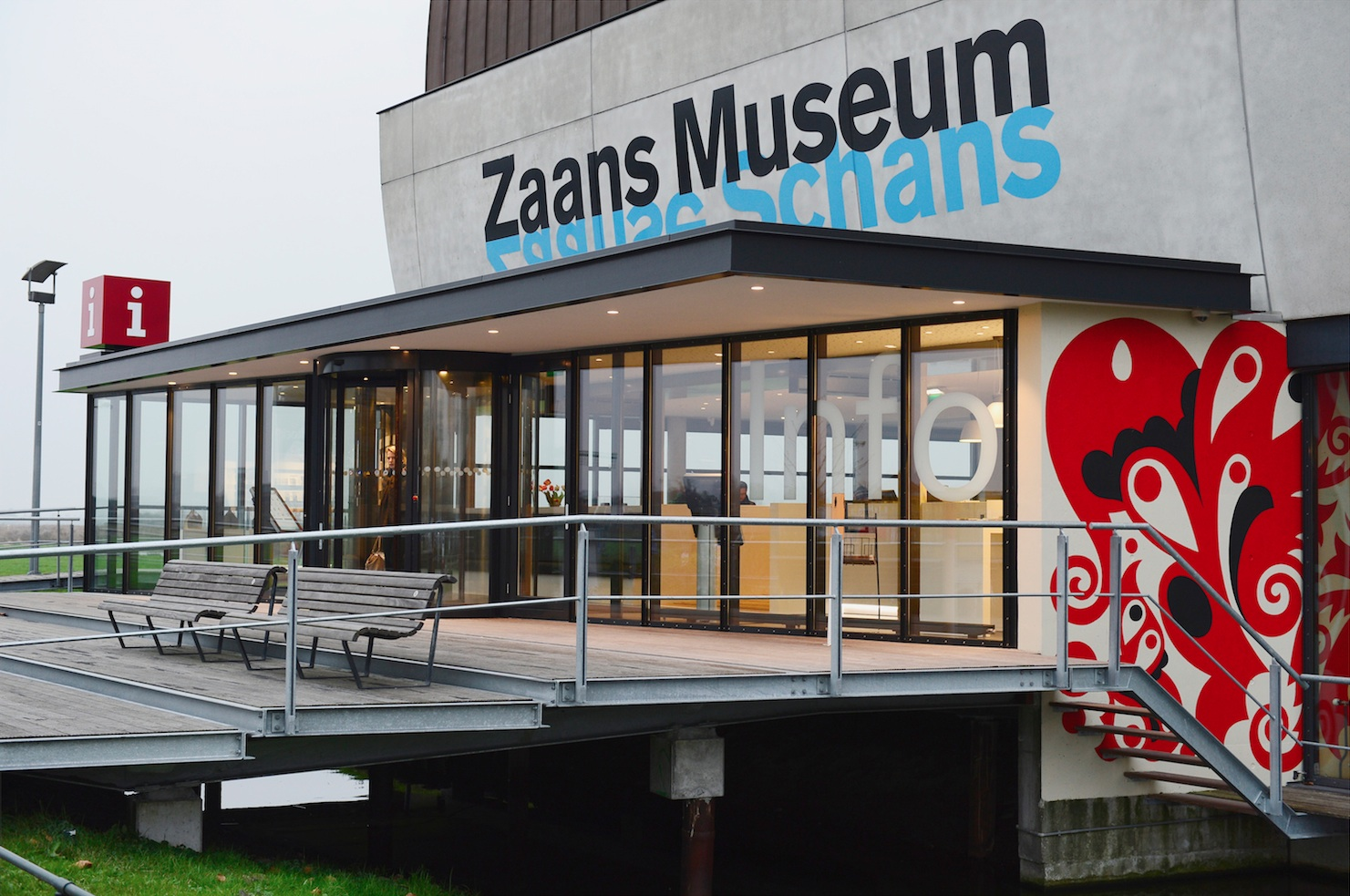
Zaans Museum – Eingang

Das Zaans Museum befindet sich in Zaandam auf der Zaanse Schans und wurde 1998 eröffnet, um das Erbe der Region Zaanstreek zu erhalten.
2016 eröffnete das Museum die Böttcherei, die Jisper Fischerhütte und das Weberhaus.
Das Museum präsentiert kulturhistorisch bedeutende und regionale Exponate zur Wohn- und Industriekultur.

## Sammlung
Die Sammlung umfasst sowohl kulturhistorische als auch regionale Exponate und basiert auf der Kollektion des Vereins „Vereniging tot Instandhouding en Uitbreiding der Zaanlandse Oudheidkundige Verzameling Jacob Honig Janszoon Junior“ (Verein zur Bewahrung und Erweiterung der zaanländischen altertümlichen Sammlung Jacob Honig Janszoon junior). Die Sammlung lässt sich in zwei Bereiche unterteilen: Wohnkultur und Industriekultur. Die Ausstellung zur Wohnkultur präsentiert regionale Trachten, im Stil der Zaanstreek bemalte Möbel und Gebrauchsgegenstände aus Wohnhäusern in der Zaanstreek. Die industrielle Kollektion besteht aus Exponaten bedeutender Unternehmen aus der Region wie Verkade, Bruynzeel, Honig, Albert Heijn und Lassie.

## Standorte und Ausstellungen

### Zaans Museum
Die feste Ausstellung umfasst derzeit fünf Teilausstellungen: „De Zaanstreek maakt het“ (hergestellt in der Zaanstreek), „Typisch Zaans“ (typisch Zaanstreek), „Monet en het Zaanse Landschap“ (Monet und die Landschaft der Zaanstreek), „Monumenten Spreken“ (sprechende Denkmäler – die Zaanstreek im Zweiten Weltkrieg) und die „Verkade Experience“. Auf dem Gelände des Haupthauses befindet sich das Weberhaus, die Böttcherei und die Jisper Fischerhütte.

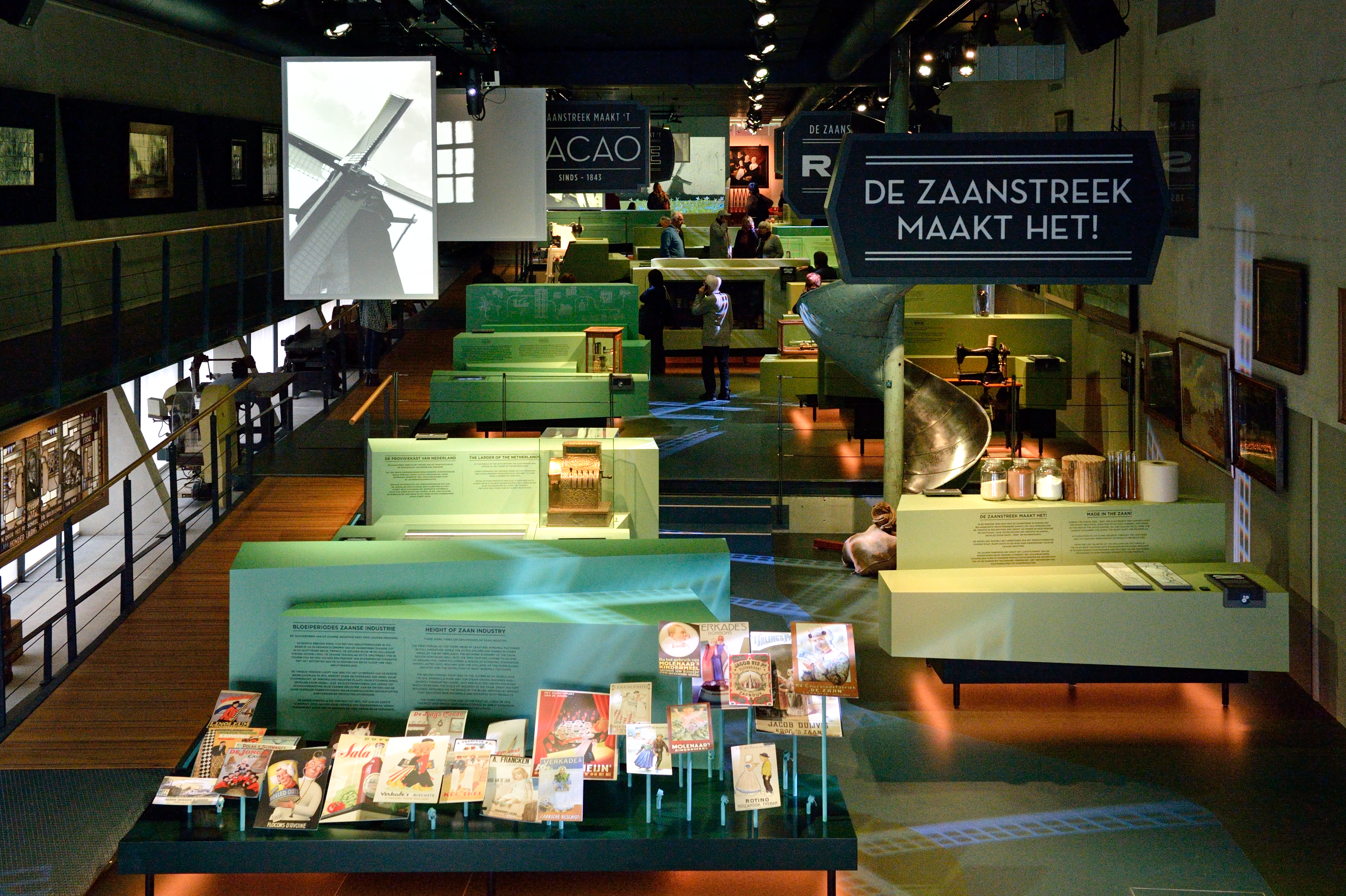
Ausstellung De Zaanstreek maakt het – Hergestellt in der Zaanstreek

### De Zaanstreek maakt het
Die ständige Ausstellung „De Zaanstreek maakt het“ (hergestellt in der Zaanstreek) präsentiert die Industriegeschichte der Zaanstreek. Im 17. und 18. Jahrhundert war die Zaanstreek für ihre zahlreichen Mühlen und Schiffswerften bekannt. Im 19. Jahrhundert veränderte sich der Anblick der Zaanstreek, als entlang der Ufer der Zaan viele Fabriken gebaut wurden. Die Entstehung des Nordseekanals (1876), eines Überseehafens, einer Schleuse und einer Bahnstrecke zu Beginn des zwanzigsten Jahrhunderts sorgten dafür, dass sich die Fabriken und die Lebensmittelindustrie in der Zaanstreek zwischen 1918 und 1965 zu einem der wichtigsten Wirtschaftszweige in den Niederlanden entwickeln konnten. Im Volksmund wird die Zaanstreek auch als „Vorratsschrank der Niederlande“ bezeichnet.

### Verkade Experience
Die Verkade Experience besteht aus der Sammlung der Familie Verkade, die Fotos, Displays, Verpackungen, Poster und drei funktionierende Produktionsanlagen für Schokolade, Kekse und Teelichter umfasst. Ferner gibt es eine Schatzkammer, in der die Aquarelle zu sehen sind, die als Vorlage für die Sammelbildalben von Verkade dienten.

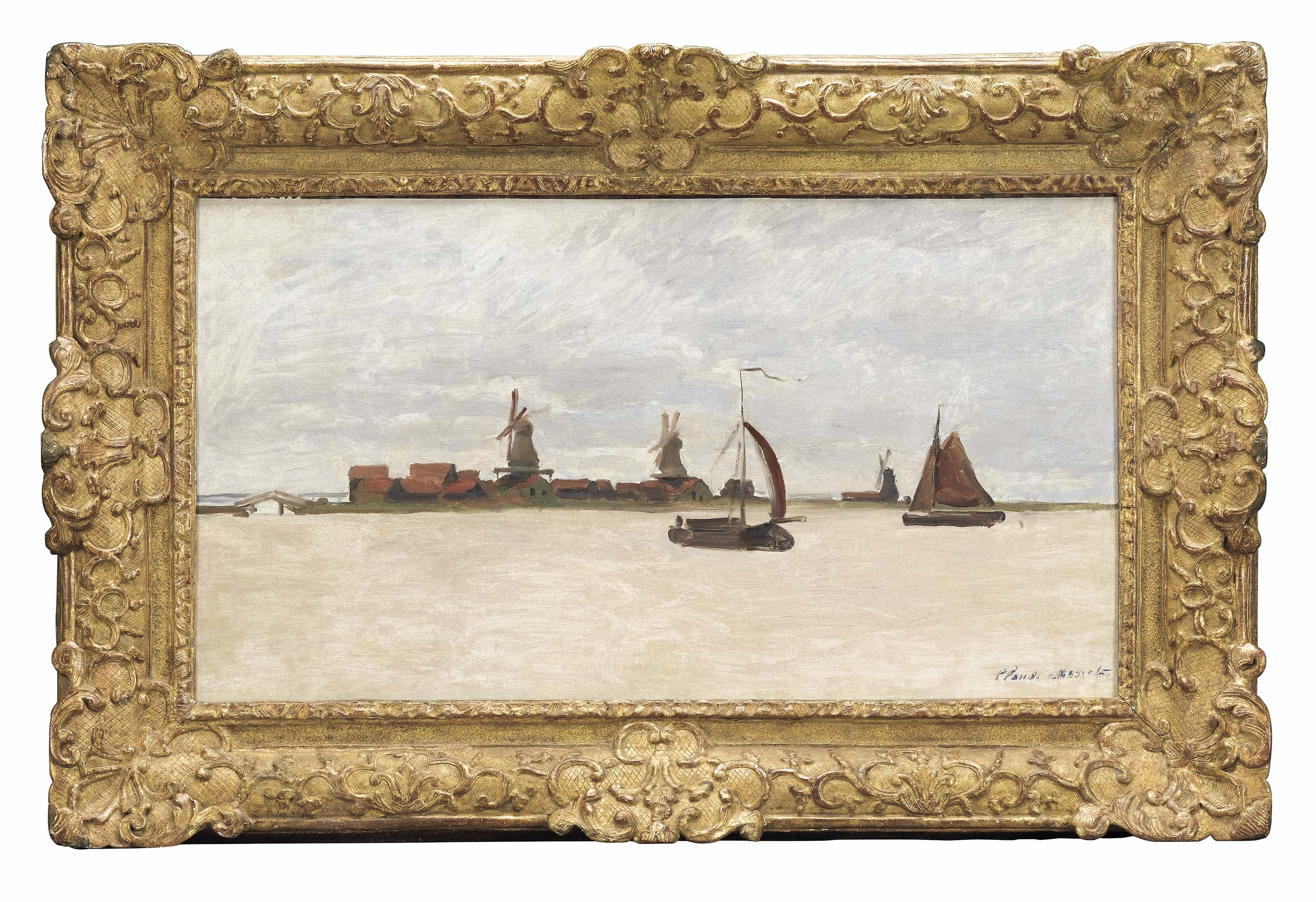
Claude Monet: De Voorzaan en de Westerhem (1871)

### Monet en het Zaanse landschap
2015 erwarb das Museum das Gemälde „Voorzaan und Westerhem“ des französischen Impressionisten Claude Monet, der sich vom 4. Juni bis zum 8. Oktober 1871 in der Zaanstreek aufhielt. Das Bild zeigt die Aussicht auf die Voorzaan, das Teilstück der Zaan südlich der Schleusen im Zentrum von Zaandam, und die Insel Westerhem, vor der Segelschiffe zu sehen sind. Auf der Insel stehen die Sägemühlen De Bakker, De Roode Leeuw und De Notenboom. Insgesamt malte Monet drei Versionen dieses Motivs. Die Eigenart, von einem Bild mehrere Fassungen zu erstellen, wurde später als charakteristisch für den Impressionismus erachtet, mit dem Monet in der Zaanstreek experimentierte. Seinem Freund, dem Maler Camille Pissarro, schrieb er: „Zaandam ist äußerst bemerkenswert, und es gibt hier genug Motive für ein ganzes Leben: Häuser in allen Farben, hunderte Mühlen und herrliche Boote.“
„Voorzaan und Westerhem“ von Monet ist Teil der Ausstellung über die Zaanstreek als Inspirationsquelle für Künstler. Ferner sind in einer interaktiven Präsentation alle fünfundzwanzig Bilder und die neun Skizzen, die Monet 1871 in Zaandam schuf, in ihrer tatsächlichen Größe zu sehen. Das Gemälde ist Teil der ständigen Bilderausstellung und der Porträtgalerie von Personen aus der Zaanstreek (eigentlich gehört das Bild nicht dazu, sondern ist neben dieser Reihe zu finden). Die Porträtkollektion umfasst Bilder von Angehörigen der Familien aus der Zaanstreek, die in einer der für diese Region typischen Branchen erfolgreich waren, Bürgermeister, Industrielle und Künstler. Ferner enthält die Kollektion auf einzelne Bilder bekannter und weniger bekannter Personen aus der Zaanstreek.

### Typisch Zaans
Die ständige Ausstellung „Typisch Zaans“ (typisch Zaanstreek) ist eine Rekonstruktion einer Ausstellung von 1874, die die Grundlage für die Sammlung bildet. In der Zaanstreek hielten Historiker und Sammler die Geschichte der Region in Büchern und Sammlungen fest. Im August und September 1874 fand im Rathaus von Zaandam die „Tentoonstelling van Zaanlandsche Oudheden en Merkwaardigheden“ (Ausstellung zaanländischer Antiquitäten und Kuriositäten) statt. Eine moderne Rekonstruktion dieser Ausstellung aus dem 19. Jahrhundert zeigt, was damals als typisch für die Zaanstreek galt.

### Monumenten spreken
In der Ausstellung „Monumenten spreken“ (sprechende Denkmäler) wird der Zweite Weltkrieg in der Zaanstreek thematisiert. Die Ausstellung erzählt auch die Geschichte hinter den achtundzwanzig Kriegs- und Widerstandsdenkmälern in der Region, die auf Ereignisse im Zweiten Weltkrieg verweisen. In 28 kleinen Dokumentationen der Stiftung „Stichting Monumenten Spreken“ berichten Augenzeugen über die Kriegszeit.

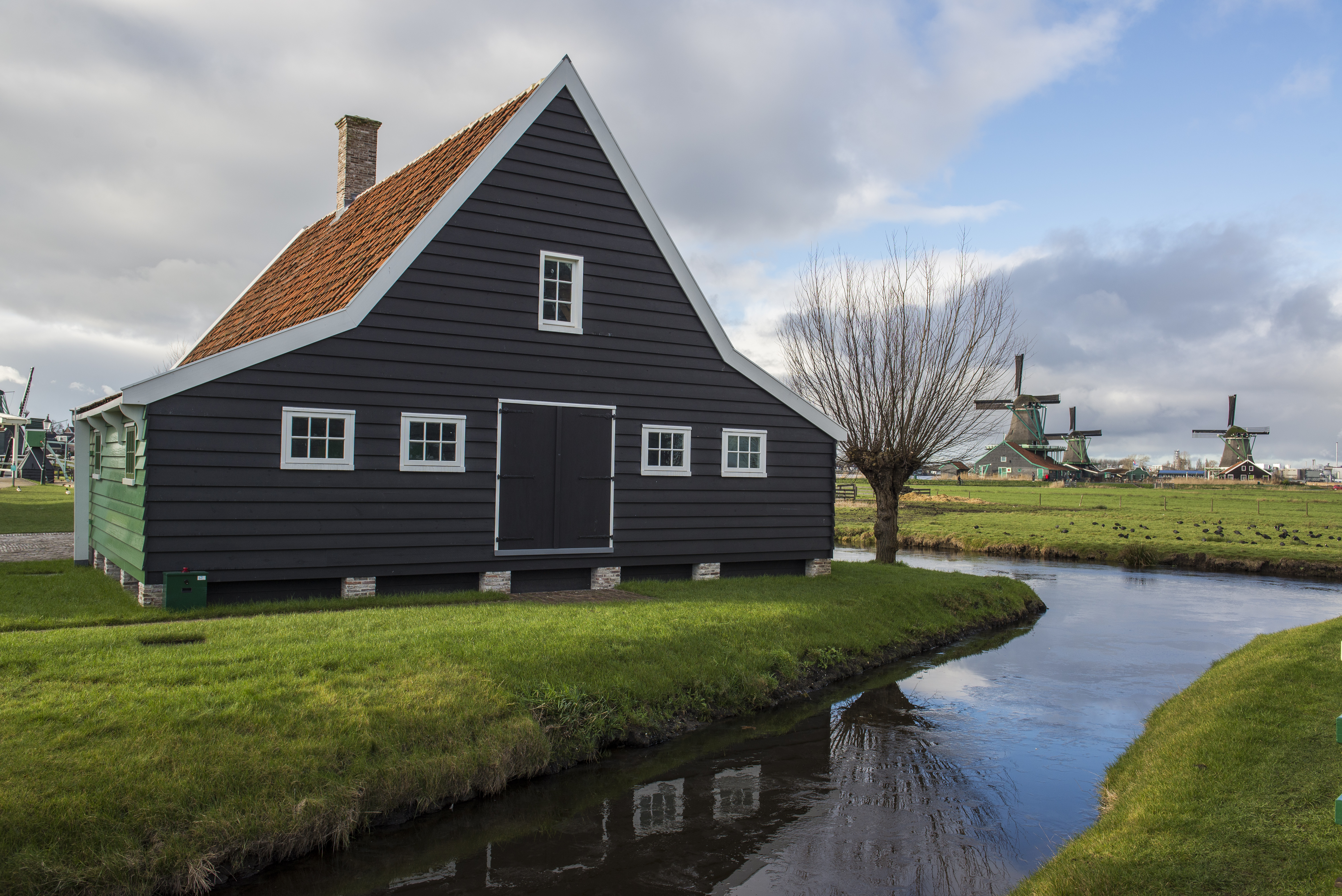
Das Weberhaus

### Das Weberhaus
Das Weberhaus zeigt Besucher etwas über das Webhandwerk im 19. Jahrhundert. In dem Gebäude, das im  18. Jahrhundert zwei Familien und fünf Webstühle beherbergte, wird heute das Leben einer Weberfamilie mit zwei Webstühlen dargestellt.
Bis zu Beginn des 20. Jahrhunderts, als das Weberhaus noch an der Dorpsstraat in Assendelft stand, diente das Gebäude als Wohnhaus und Arbeitsplatz. Im Jahr 2015 wurde das Haus in der Zaanse Schans wiederaufgebaut.

### Die Böttcherei
Die Böttcherei zeigt etwas über den Beruf des Böttchers um 1960. Die Einrichtung stammt aus der Böttcherei und Fasshandlung S.R. Tiemstra en Zonen aus Oostzanerwerf. Der letzte Sohn der Familie, Jaap Tiemstra, vermachte die Böttcherei samt Einrichtung dem Museum. Die handgefertigten Fässer dienten zur Aufbewahrung von Lebensmitteln.

### Die Jisper Fischerhütte
Die Jisper Fischerhütte stand ursprünglich im Dorf Jisp zeigt den Alltag einer Fischersfrau vor der industriellen Revolution (um die Mitte des 19. Jahrhunderts) gezeigt. Kinder und Erwachsene können typische Tracht aus dieser Zeit anlegen, um sich ganz in die Vergangenheit zurückzuversetzen. Das Haus ist eine Rekonstruktion, da das Original aus dem Jahr 1860 im Zuiderzeemuseum in Enkhuizen steht.

### Honig Breethuis
Im Honig Breethuis können Besucher aus nächster Nähe erfahren, wie eine Kaufmanns- und Papierfabrikantenfamilie aus der Zaanstreek um 1830 wohnte und lebte. Das Museum befindet sich am Lagedijk in Zaandijk.

### Zar-Peter-Haus
Das Zar-Peter-Haus befindet sich in der Innenstadt von Zaandam ist eines der ältesten Holzhäuser in den Niederlanden und wurde 1632 als Arbeiterhaus aus altem Schiffsholz errichtet. In diesem Haus wohnte der russische Zar Peter der Große, während er 1697 hier den Beruf des Schiffszimmermanns erlernte. Zum Schutz des Hauses wurde erstmals 1823 eine Fassade um das Gebäude errichtet. Die heutige Fassade stammt aus dem Jahr 1895.

## Gebäude und Lage
Seit der Eröffnung befindet sich das Museum in einem Gebäude mit einer Fläche von 16.500 m². Das vom Architekten Cor van Hillo entworfene Museumsgebäude wurde seit dem 11. März 2009 um einen weiteren Flügel erweitert, wo Verkade Experience ausgestellt wird. Das ZMuseum liegt am Kalverpolder, einem Naturschutzgebiet, das unter Aufsicht der staatlichen niederländischen Forstverwaltung Staatsbosbeheer steht.
2001 wurde das Museum bei der Wahl des Europäischen Museums des Jahres (European Museum of the Year Award;) ausgezeichnet. Die Jury zeigte sich vor allem von der modernen und offenen Gestaltung des Gebäudes, der Lage des Gebäudes im Hinblick auf die historische Rekonstruktion in der Zaanse Schans, die Bildungsangebote und die Präsentation der festen Kollektion begeistert. Das Lichtdesign der Präsentation konnte zwei weitere Preise gewinnen: den Award of Merit des Edison Award 2000 und den International Illumination Design Award 2001.

## Geplante Ausstellungen und Standorte

### Old Holland
...

### Hembrug Museum
...

### Kunsthalle Zaandam
Das Museum entwickelt gemeinsam mit der Gemeinde Zaanstad eine Kunsthalle in der Altstadt von Zaandam. Die Kunsthalle soll sich vor allem an ausländische Besucher richten und typisch niederländische Kunstwerke präsentieren, die ein charakteristisches Bild von Nord- und Südholland geben.